# G. W. 베일리
G. W. 베일리(G. W. Bailey, 1944년 8월 27일 ~ )는 미국의 배우이다.